# فرگوس کاوانا
فرگوس کاوانا (انگلیسی: Fergus Kavanagh؛ زادهٔ ۲۱ may ۱۹۸۵ (۳۹ سال)) بازیکن هاکی روی چمن اهل استرالیا است.